# Elección de la sede de la Copa Asiática 2027
La sede de la Copa Asiática 2027 es definida en un proceso interno de elección por parte de la Confederación Asiática de Fútbol (AFC).
El Comité de Competiciones de la AFC confirmó el 7 de enero de 2020 que cuatro países expresaron interés en ser sede de la Copa Asiática de la AFC 2027: India, Irán, Catar y Arabia Saudita. Uzbekistán abandonó la organización de la Copa Asiática 2027 debido a la falta de apoyo financiero.

## Ofertas finales
El 17 de octubre de 2022 con la elección de Catar como sede de la Copa Asiática 2023, la AFC confirmó que seguirían en competencia las candidaturas de Arabia Saudita e India. Posteriormente, India declinó su aspiración por lo que Arabia Saudita será la única candidatura presente en el congreso de la AFC de febrero de 2023 en Baréin donde se anunciará la sede.

### Arabia Saudita
Arabia Saudita ha anunciado su intención para albergar la competición el 6 de febrero de 2020. Si tiene éxito, esta será la primera vez que la Copa Asiática se celebre en Arabia Saudita.
El eslogan "Adelante para Asia" se reveló junto con el logotipo oficial de la candidatura a la Copa Asiática de la AFC 2027 el 9 de septiembre de 2020.
Las siguientes son las ciudades anfitrionas y los lugares seleccionados para la oferta de Arabia Saudita:
| Estadio                             | Ciudad | Capacidad |
| ----------------------------------- | ------ | --------- |
| Estadio Rey Fahd                    | Riad   | 80,000    |
| King Abdullah Sports City           | Jeddah | 65,000    |
| Estadio Príncipe Faisal bin Fahd    | Riad   | 44.500    |
| Estadio Dammam                      | Dammam | 40.000    |
| Estadio Príncipe Abdullah al-Faisal | Jeddah | 27.000    |
| Estadio de la Universidad Rey Saúd  | Riad   | 25.000    |
| Nuevo estadio de Riad               | Riad   | 40.000    |
| Estadio Qiddiya                     | Riad   | 40.000    |

## Ofertas canceladas

### Catar
El 28 de abril de 2020, Catar anunció su interés por albergar la Copa Asiática. Será la tercera vez si Catar gana la candidatura.
El país fue sede de la Copa Asiática dos veces en 1988 y 2011.
El lema "Celebrating Asia" fue revelado junto con el logo oficial de la candidatura a la Copa Asiática de la AFC 2027 en la final de la Copa Catar Amir 2020, que se llevó a cabo en el estadio Ahmed bin Ali.
Las siguientes son las ciudades anfitrionas y los lugares seleccionados para la oferta de Catar:
| Estadio                        | Ciudad    | Capacidad |
| ------------------------------ | --------- | --------- |
| Estadio Icónico de Lusail      | Lusail    | 80.000    |
| Estadio Al Bayt                | Jor       | 60.000    |
| Estadio Ciudad de la Educación | Rayán     | 45.350    |
| Estadio Ahmed bin Ali          | Rayán     | 44.470    |
| Estadio Al Thumama             | Doha      | 40.000    |
| Estadio Al Janoub              | Al Wakrah | 40.000    |
| Estadio Internacional Jalifa   | Rayán     | 40.000    |
| Estadio Icónico de Lusail      | Doha      | 40.000    |
| Estadio Al Thumama             | Doha      | 22.400    |

### India
El 5 de junio de 2019, el presidente de la Federación de Fútbol de la India, Praful Patel, expresó el interés de la India en unirse a la candidatura para la Copa Asiática de la AFC 2027. El eslogan "Brighter Future Together" se reveló junto con el logotipo oficial de la candidatura a la Copa Asiática de la AFC 2027 el 16 de diciembre de 2020. Si se selecciona, marcará la primera vez que el torneo se realizará en India.
Las siguientes son las ciudades sede y los lugares seleccionados para la oferta de la India:
| Estadio                                   | Ciudad             | Capacidad |
| ----------------------------------------- | ------------------ | --------- |
| Yuva Bharati Krirangan                    | Calcuta            | 85.000    |
| Estadio Jawaharlal Nehru                  | Cochín             | 70.500    |
| Estadio Jawaharlal Nehru                  | Nueva Delhi        | 60.254    |
| Estadio DY Patil                          | Navi Mumbai        | 55.000    |
| Estadio Internacional Greenfield          | Thiruvananthapuram | 55.000    |
| Estadio de Kharghar                       | Panvel             | 40.000    |
| Estadio Atlético G.M.C Balayogi           | Hyderabad          | 30.000    |
| Estadio Atlético Indira Gandhi            | Guwahati           | 25.000    |
| EKA Arena                                 | Ahmedabad          | 20.000    |
| Estadio Fatorda                           | Goa                | 20.000    |
| Estadio Kalinga                           | Bhubaneshwar       | 20.000    |
| Complejo Deportivo Shree Shiv Chhatrapati | Pune               | 11.900    |

### Irán
El 29 de abril de 2020, Irán declaró su interés en albergar la competición, y la acogió dos veces en la 1968 y 1976. Si se elige, será la tercera vez que Irán pueda albergar. El lema de la candidatura de Irán es: "Asia unida en Persia".
Las siguientes son las ciudades anfitrionas y los lugares seleccionados para la oferta de Irán:
| Estadio                      | Ciudad  | Capacidad |
| ---------------------------- | ------- | --------- |
| Estadio Azadi                | Teherán | 78.116    |
| Estadio Naghsh-e-Jahan       | Isfahán | 75.000    |
| Estadio Yadegar-e-Emam       | Tabriz  | 66.833    |
| Estadio Pars Shiraz          | Shiraz  | 50.000    |
| Estadio Ghadir               | Ahvaz   | 38.900    |
| Estadio Samen                | Mashhad | 35.000    |
| Foolad Arena                 | Ahvaz   | 30.665    |
| Estadio Takhti (Teherán)     | Teherán | 30.112    |
| Estadio Shohadaye Mes Kerman | Kermán  | 30.000    |
| Estadio Imam Reza            | Mashhad | 27.700    |
| Estadio Foolad Shahr         | Isfahán | 20.000    |
| Estadio Shahid Bahonar       | Kermán  | 15.403    |
| Estadio Enghlab Karaj        | Karaj   | 15.000    |
| Estadio Olímpico de Kish     | Kish    | 8.000     |

### Uzbekistán
El 16 de septiembre de 2019, el Presidente de Uzbekistán Shavkat Mirziyoyev recibió en Taskent al presidente de la  AFC Salman bin Ibrahim Al Khalifa. En la reunión se discutió la interacción entre Uzbekistán y la AFC en la popularización del fútbol, el apoyo al fútbol juvenil y femenino, y también se planteó la cuestión de la celebración de competiciones internacionales en Uzbekistán. Además, en relación con la llegada de Sheikh Salman a Taskent, los medios de comunicación de Uzbekistán informaron que Uzbekistán era uno de los principales aspirantes a la adopción de la Copa Asiática de la AFC en 2027. El 16 de diciembre de 2020, la Federación de Fútbol de Uzbekistán notificó a la AFC que abandonó su candidatura para albergar la Copa Asiática. Habría sido la primera vez que albergaría la competición en Uzbekistán.